# Мађирешти (Бакау)
Мађирешти (рум. Măgireşti) насеље је у Румунији у округу Бакау у општини Мађирешти. Oпштина се налази на надморској висини од 443 m.

## Становништво
Према подацима из 2002. године у насељу је живело 4480 становника, од којих су сви румунске националности.

### Хронологија
| Година       | 1992 | 1993 | 1994 | 1995 | 1996 | 1997 | 1998 | 1999 | 2000 | 2001 | 2002 | 2003 | 2004 | 2005 | 2006 | 2007 | 2008 | 2009 | 2010 | 2011 | 2012 | 2013 | 2014 | 2015 | 2016 | 2017 |
| ------------ | ---- | ---- | ---- | ---- | ---- | ---- | ---- | ---- | ---- | ---- | ---- | ---- | ---- | ---- | ---- | ---- | ---- | ---- | ---- | ---- | ---- | ---- | ---- | ---- | ---- | ---- |
| Становништво | 4655 | 4596 | 4597 | 4595 | 4504 | 4508 | 4481 | 4496 | 4513 | 4568 | 4562 | 4563 | 4537 | 4535 | 4520 | 4513 | 4525 | 4529 | 4498 | 4465 | 4450 | 4443 | 4395 | 4369 | 4319 | 4281 |